# Pavetta spathulata
Pavetta spathulata är en måreväxtart som beskrevs av Cornelis Eliza Bertus Bremekamp. Pavetta spathulata ingår i släktet Pavetta och familjen måreväxter. Inga underarter finns listade i Catalogue of Life.